# Szilveszter Csollány
Szilveszter Csollány (* 13. April 1970 in Sopron; † 24. Januar 2022 in Budapest) war ein ungarischer Turner und Trainer.

## Leben
Szilveszter Csollány nahm erstmals an den Olympischen Spielen 1992 in Barcelona teil, konnte dort jedoch keine Medaillen gewinnen. Vier Jahre später in Atlanta war er erfolgreicher und gewann die Silbermedaille an den Ringen. Er musste sich nur Jury Chechi geschlagen geben. Bei den Olympischen Spielen 2000 in Sydney gelang ihm der Olympiasieg an den Ringen.
Zwei Jahre später konnte er sich nach 5 WM-Silbermedaillen in Debrecen zum Weltmeister an den Ringen krönen. 1998 hatte er bereits den Europameistertitel an diesem Gerät gewonnen. Ab 2012 lebte er mit seiner Familie auf Island. Er war dort Trainer beim Sportverein Grótta in Seltjarnarnes. Von 2014 bis 2015 arbeitete er als Trainer in der Schweiz beim Nordwestschweizerisches Kunstturn- und Trampolinzentrum Liestal. Zuletzt lebte er in Sopron und war Trainer bei Union Eisenstadt.

### Corona-Pandemie und Tod
Csollány teilte im Sommer 2021 impfskeptische Posts auf Facebook. Er ließ sich erst gegen SARS-CoV-2 impfen, als die Impfung für Trainer verpflichtend wurde. Anfang Dezember 2021 wurde Csollány mit einer COVID-19-Infektion in ein Krankenhaus in Budapest eingeliefert. Der Zeitpunkt seiner Impfung lag zu knapp vor der Infektion, weshalb sie die Wirkung nicht entfalten konnte. Ende Januar 2022 starb er an den Folgen der Krankheit.

## Weblink
- Szilveszter Csollány in der Datenbank von Olympedia.org (englisch)